# پیترو منه‌آ
پیِترو مِنه‌آ (به ایتالیایی: Pietro Mennea)‏ (تلفظ ایتالیایی: [pjɛtro menˈnɛaˈ])؛ ۲۸ ژوئن ۱۹۵۲ – ۲۱ مارس ۲۰۱۳) یک وکیل، سیاست‌مدار، و قهرمان دو و میدانی اهل ایتالیا بود. رکورد دو ۲۰۰ متر اروپا (۱۹۷۹) و نیز رکورد دو ۱۰۰ متر ایتالیا (۱۹۷۹) که توسط او ثبت شده، هنوز پابرجاست. رکوردِ منه‌آ در دو ۲۰۰ متر، از ۱۹۷۹، تا پیش از رکوردشکنی مایکل جانسون (۱۹۹۶) در این ماده، به مدت ۱۷ سال بهترین حدنصاب جهان بود.
منه‌آ در ۲۱ مارس ۲۰۱۳، پس از یک دوره مبارزهٔ طولانی با سرطان، در ۶۵سالگی در رم درگذشت.